# Wald I und II
Die Bilder Wald I (niederländisch: Bos I) und Wald II (niederländisch: Bos II) sind Gemälde im kubistisch beeinflussten Stil von Jacoba van Heemskerck von 1913. Es sind Pendants, die Frühlings- und Herbstimpressionen eines Waldes darstellen. Sie sind im Besitz des Kunstmuseums Den Haag.

## Beschreibung
In den kubistisch beeinflussten Bildern wird eine Baumgruppe in einzelne geometrische Formen aufgespalten gemalt, wofür die Künstlerin scharfe schwarze Linien verwendete. Anders als für Braque und Picasso bedeutete „Kubismus“ für Heemskerck nicht die Gleichzeitigkeit verschiedener Ansichten eines Gegenstandes auf der Fläche, sondern die prismatisch-abstrakte Zergliederung des gesamten Bildraums. Vertikale und diagonale Linien, Halbkreise und polygonale Flächen geben den Bildern einen gewissen Rhythmus. Bei Wald I verstärken die vertikalen Baumstämme im Hintergrund den Rhythmus noch. Ein Baumstamm im Vordergrund weist jedoch eine geschwungene, expressive Form auf und weicht so von der überwiegenden Vertikalität des Bildes ab. Die Komposition verweist schon auf das spätere expressionistische Werk Heemkercks. Im Vergleich zum zweiten Wald-Bild ist die Farbe in Wald I fleckig aufgetragen.
Der Einfluss Lodewijk Schelfhout zeigt sich in den beiden Bildern in der erdigen Farbpalette. Wald I ist in der lockeren Pinselführung mit groben Strichen in Grün und Braun noch dem Luminismus verhaftet. Es strahlt ein diffuses Licht aus. Bei Wald II stehen zwei Bäume im Vordergrund, die die Tiefenwirkung vergrößern. Darin erinnert das Werk an das Bild Haus zwischen Bäumen von Schelfhout aus dem gleichen Jahr. Die von den kräftigen Linien umrahmten Flächen sind mit Dunkelgrün, Blau und Braunrot ausgefüllt. Deswegen wirkt es im Vergleich zu Wald I düster. Dadurch, dass Heemskerck in der Mitte die Farben mit Weiß mischte, erreichte sie den Eindruck, dass Licht zwischen den Baumstämmen und unter den Blättern hindurchkommt. Heemskerck sagte über das Linienspiel des Bildes, dass es eine Suche nach Ruhe sei und die Gegenüberstellung von Farbflächen sei ein Mittel, um das Gleichgewicht zu fördern. Die Bäume und ihre Umgebung stellen eine Einheit dar.
Die Gemälde sind jeweils unten rechts mit „Jacoba v Heemskerck“ signiert.

## Geschichte
Jacoba van Heemskerck hatte 1912 bereits mehrere Ausstellungserfolge in Amsterdam und Paris gehabt. Ab diesem Jahr begann sie sich mit dem Kubismus zu befassen, nachdem sie in Paris kubistische Werke Picassos gesehen hatte. Sie lud den Maler Lodewijk Schelfhout nach Domburg ein, einer der frühen niederländischen Kubisten, der auch mit Henri Le Fauconnier, dem führenden Kubisten von Montparnasse, befreundet war, um bei ihm Unterricht zu nehmen. Dann wandte sie sich einer „offenen, intuitiven, spirituell geleiteten Abstraktion“ zu, womit sie sich den künstlerischen Entwicklungen in München annäherte und von denen in Holland entfernte. Für diesen Wandel war das Ehepaar Herwarth und Nell Walden wesentlich, die Heemskerck 1912 kennenlernte. Herwarth Walden gab die Zeitschrift Der Sturm, das wichtigste Publikationsorgan des Expressionismus heraus, Nell Walden war eine wichtige Mitarbeiterin der Zeitschrift. Ihre Teilnahme an Waldens Erstem Deutschen Herbstsalon im Jahr 1913 in Berlin leitete eine erneute stilistische Wende in Heemkercks Schaffen ein. Von 1913 bis zu ihrem Tod stellte sie regelmäßig in Waldens Sturm-Galerie in Berlin aus.
Die Bilder wurden 1913 in Domburg erstmals ausgestellt. Sie befinden sich seit 1948 im Bestand des Kunstmuseums Den Haag, zunächst als Leihgabe von J. W. E. Buijs. Im Dezember 1961 gingen sie als Nachlass von Buijs in den Besitz des Museums über.

## Bewertung
Die beiden Bilder könnten als Frühlings- und Herbstimpressionen eines Waldes interpretiert werden. Eine andere Sicht ist, dass sie wie Tag und Nacht ein Gleichgewicht darstellen. Laura Stamps meinte, es handele sich um Pendants, die gemeinsam betrachtet zum Ausdruck bringen, dass sich das Leben in Gegensatzpaaren offenbart. Es wäre ein explizites Experiment in einer äußerst modernen Strömung der damaligen Zeit, mit der Heemskerck die Möglichkeiten der Linie, der Fläche und der Komposition auslotete. Es ist auch Ausdruck ihrer damaligen Beschäftigung mit der Theosophie. Sie wollte der Idee Gestalt verleihen, dass „alles unter der Sonne Teil eines größeres kosmischen Ganzen sei, ganz gleich, ob Baum, Tier oder Mensch.“

## Ausstellungen
- 1913 Domburg (Nr. 35 und Nr. 36)[5]
- 1955 Den Haag/Eindhoven (Nr. 36) (nur Wald I)[5]
- 1960 Amsterdam (nur Wald I)[5]
- 1963 Den Haag (Nr. 468 und Nr. 469)[5]
- 1967/68 Heerlen (Nr. 32) (nur Wald I)[5]
- 1980 Heerlen[5]
- 1982 Den Haag[5][7]
- 1991 Kassel (nur Wald II)[5]
- 1995 Frankfurt am Main (nur Wald II)[5]
- 2005 Jacoba van Heemskerck. A Rediscovery in Kunstmuseum Den Haag[8]
- 2023: „Wolken und Licht. Impressionismus in Holland“, Museum Barberini, Potsdam (nur Wald I)[9]